# Madame de Montesson

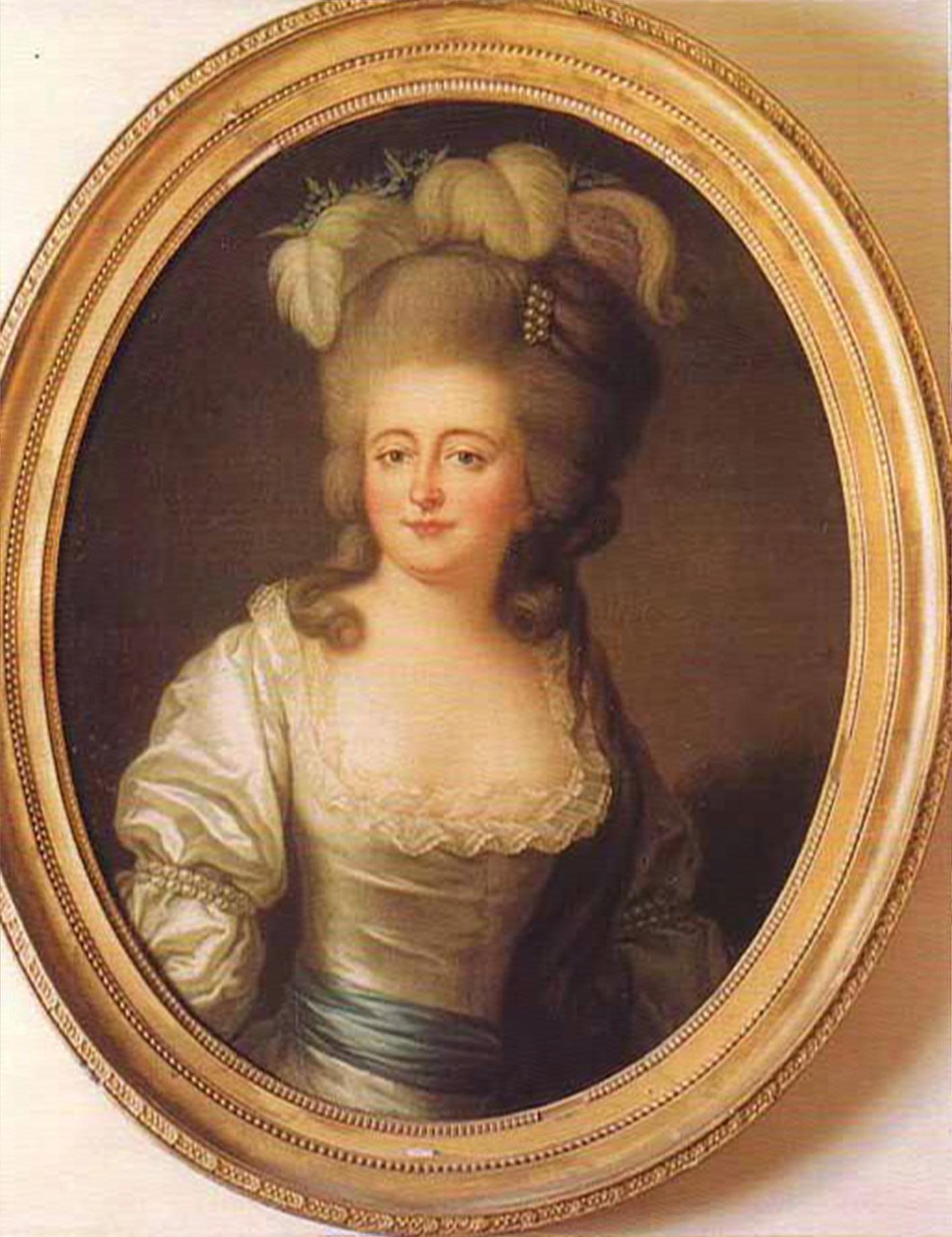
Madame de Montesson, porträtterad av Élisabeth Vigée Le Brun omkring 1780–1790.

Charlotte Jeanne Béraud de La Haye de Riou, markisinna de Montesson, född 4 oktober 1738 i Paris, död 6 februari 1806 i Paris, var en fransk pjäsförfattare. Hon var morganatiskt gift med den franska prinsen Ludvig Filip av Bourbon-Orléans. Hon ägde också Hôtel de Montesson i Paris som byggdes för henne cirka 1770.

## Biografi
Madame de Montesson var dotter till adelsmannen Jean Béraud de la Haye Rion från Bretagne, och gifte sig 1754 med markis Jean-Baptiste de Montesson (d. 1769).
Montesson inledde ett förhållande med den franske prinsen hertigen av Orleans redan innan hon blev änka, och då hennes make avled 1769, ville hertigen av Orleans gifta sig med henne. Hans son motsatte sig denna plan, men paret fick år 1772 Ludvig XV:s tillstånd att gifta sig på villkor att äktenskapet blev morganatiskt. Montesson skulle behålla sin egen titel markisinna och inte få titeln hertiginna av Orleans (och därmed inte rang av kunglig prinsessa), och äktenskapet skulle inte erkännas öppet såvida den inte resulterade i en graviditet.

### Morganatiskt äktenskap
Vigseln ägde rum 23 april 1773. Äktenskapet var allmänt känt men inte officiellt erkänt, och dess inofficiella status innebar en viss social förödmjukelse. Det sades bland annat, att då Orleans inte lyckades göra henne till hertiginna, fick han i stället själv bli markis. Äktenskapets inofficiella status gjorde också att hon inte kunde bo i hans slott, och hon levde istället på slotten Raincy och Saint Assisi vid Seine. Hon mottog aldrig ett besök från någon medlem av kungahuset. Paret fick aldrig några barn, och äktenskapet blev därför aldrig offentligen erkänt av kungahuset.
Montesson beskrivs som attraktiv till det yttre, som en talangfull konstnär och som en snäll och vänlig människa som undvek fiendskap och hade många uppriktiga vänner. Hon spelade harpa, sjöng och ansågs som en god aktör. Montesson var intresserad av teater och gav gärna pjäsförfattare sitt stöd, särskilt sådana som inte haft framgång vid hovet. Hon lät installera en privat teater i sitt palats i Rue de la Chaussée d'Antin, där hon dirigerade pjäserna som direktör. Många av de pjäser som uppfördes där var skrivna av henne själv. Hennes föreställningar var populära, och D'Alembert ska ha övervägt att öppna franska akademien för båda könen på grund av henne. Hon ägde också ett berömt bibliotek. 
Montesson gjorde sig omtyckt i Seine-Port, där hon utvecklade orten genom att finansiera läggningen av gator, arrangera marknader och dela ut mark till behövande.

### Senare liv
Madame de Montessons make avled 1785, och hon fick ingen kunglig pension från kronan, vilket annars skulle ha varit normalt för en änka efter en medlem av kungahuset. Från de sista åren av sitt äktenskap hade hon ett förhållande med greve de Valence, som var gift med hennes släkting Pulcherie Genlis, och som kom att bli hennes arvinge.
Hon fortsatte sin filantropiska verksamhet. Under den svåra vintern 1788–1789 lät hon utrymma sitt växthus för att ge skydd åt svältande och hemlösa, en gärning som blev omtalad.
Under franska revolutionen skyddades Montesson länge av det goda rykte bland de fattiga hon hade skaffat sig genom sina insatser för de fattiga och nödlidande. I juli 1792 tillerkändes hon dessutom slutligen en änkepension av kungahuset; några månader senare avskaffades dock monarkin. Montesson arresterades under Skräckväldet, men hann bara sitta fängslad en kort tid innan hon släpptes ut efter Robespierres fall.
Madame de Montesson var en god vän till Josephine de Beauharnais, som genom sin make Napoleon I (som blev Frankrikes konsul 1799), såg till att Montesson fick en ekonomiskt bekväm tillvaro. Hon fortsatte vara en omtyckt medlem av sällskapslivet till sin död.